# Henry Shrapnel

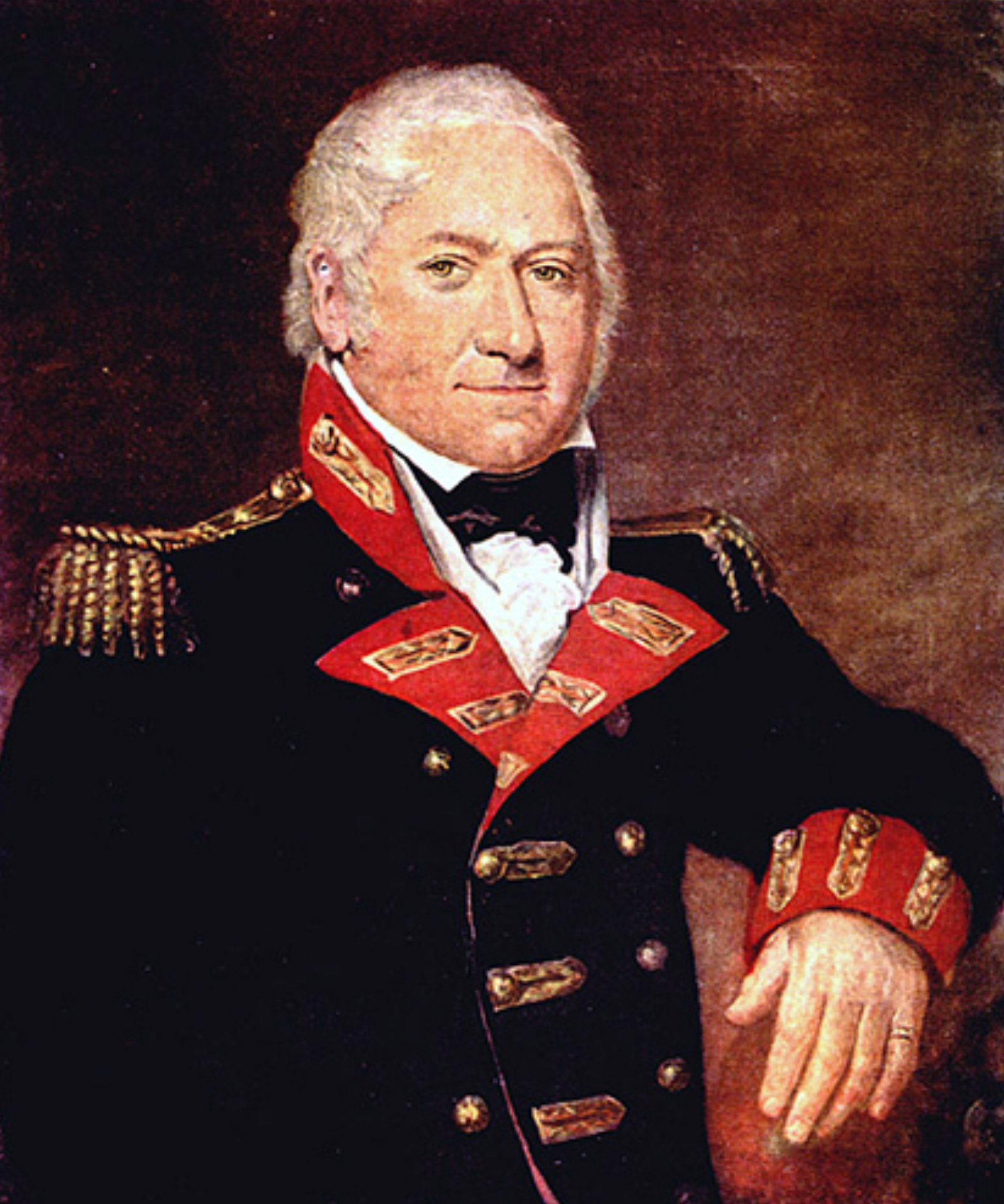
Henry Shrapnel, 1817

Henry Shrapnel (* 3. Juni 1761 in Bradford-on-Avon, Wiltshire; † 13. März 1842 in Southampton, Hampshire) war ein britischer Offizier und Erfinder der nach ihm benannten Schrapnell-Granate.

## Leben
Shrapnel war das jüngste von neun Kindern einer wohlhabenden, aber nicht reichen Familie. Mit 18 Jahren trat er als Kadett in die Royal Military Academy in Woolwich ein und erhielt den Rang eines Second Lieutenant der Royal Artillery. Nach seiner Ausbildung zum Artillerieoffizier war Shrapnel vier Jahre in St. John’s auf Neufundland stationiert; während dieser Zeit entwickelte er das Konzept des Schrapnells.
Nach seiner Rückkehr nach Großbritannien legte er seine Entwürfe 1784 einem Komitee des Board of Ordnance vor, ohne jedoch auf Interesse zu stoßen. Shrapnel entwickelte seine Erfindung dennoch weiter, und 1804 wurde sie vom Board of Ordnance schließlich angenommen und kam 1804 bei einem Angriff auf Niederländisch-Guayana erstmals zum Einsatz. Das Schrapnell trug zum Erfolg der Operation bei und brachte Shrapnel die Beförderung zum Lieutenant-Colonel ein.
Während der Napoleonischen Kriege setzte die britische Armee das neue Geschoss oft und mit großem Erfolg ein. Dennoch erfuhr Shrapnel selbst keine weitere Würdigung seiner Verdienste, da auf Anordnung des Duke of Wellington die Erfindung und ihre Ursprünge mit Geheimhaltung belegt waren.
Auf seine Beschwerde, dass er einen bedeutenden Teil seines Privatvermögens für die Entwicklung der Granate aufgewandt hatte, ließ das Board of Ordnance ihn wissen, dass im Etat keine Gelder für eine Belohnung vorhanden waren. 1814 erhielt er eine jährliche Pension von 1200 Pfund zugesprochen, wurde jedoch bei der anstehenden Beförderung übergangen. Eine vorgesehene Erhebung zum Baronet scheiterte, da König Wilhelm IV. starb, ehe er sie bestätigen konnte.
Henry Shrapnel verstarb 1842 in seinem Anwesen Peartree House in Southampton und wurde in der Familiengruft in der Kirche seines Geburtsortes beigesetzt.

## Militärische Karriere
- 9. Juli 1779 – Second Lieutenant
- 3. Dezember 1781 – Lieutenant
- 15. August 1793 – Captain
- 1. November 1803 – Major
- 10. Februar 1804 – First Assistant Inspector of Artillery
- 20. Juli 1804 – Lieutenant Colonel
- 4. Juni 1813 – Colonel
- 12. August 1819 – Major General
- 29. Juli 1825 – Rückzug aus aktivem Dienst
- 10. Januar 1827 – Lieutenant General